# Spionaj atomic

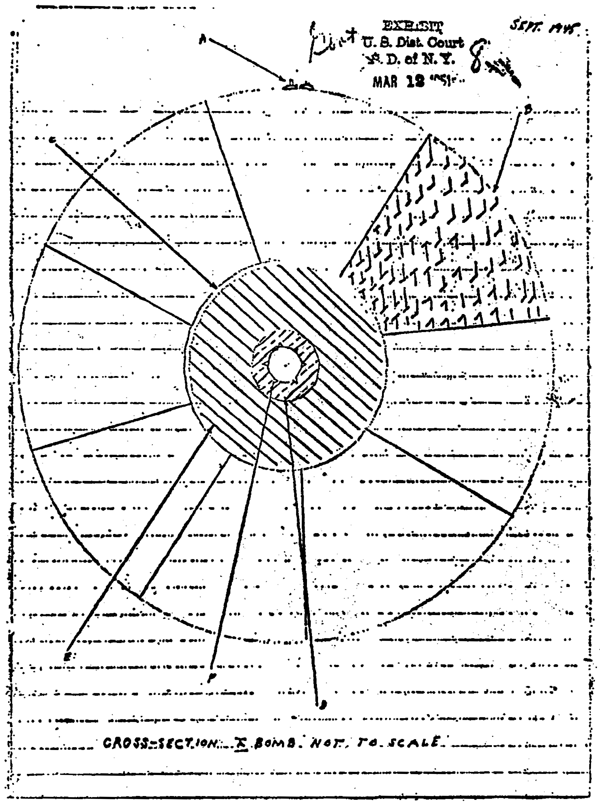
Diagramă transmisă între spioni, dată drept dovadă la proces de spioni atomici

Spionaj atomic înseamnă strângerea ilegală  de informații privind proiectarea și fabricarea bombelor atomice și transmiterea lor către părți adverse politic sau militar. Spionajul atomic a atins momente de vârf în anii '50 și '60 ai secolului trecut și s-a desfășurat mai ales între Statele Unite și Uniunea Sovietică. Întrucât Statele Unite aveau un oarecare avans tehnologic, Uniunea Sovietică a încercat și a reușit în bună măsură să reducă din handicapul programului ei atomic prin spionaj. Printre spionii care au lucrat pentru sovietici se numără  Ruth Werner, Theodore Alvin Hall, Harry Gold, David Greenglass, Ethel și Julius Rosenberg, Melita Norwood și Klaus Fuchs.

## Galerie

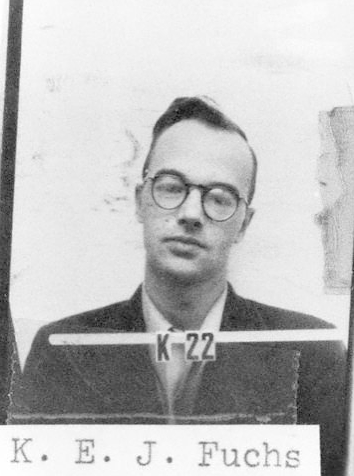
Klaus Fuchs, fotografie pe cartea de identitate la Laboratorul Național din Los Alamos.
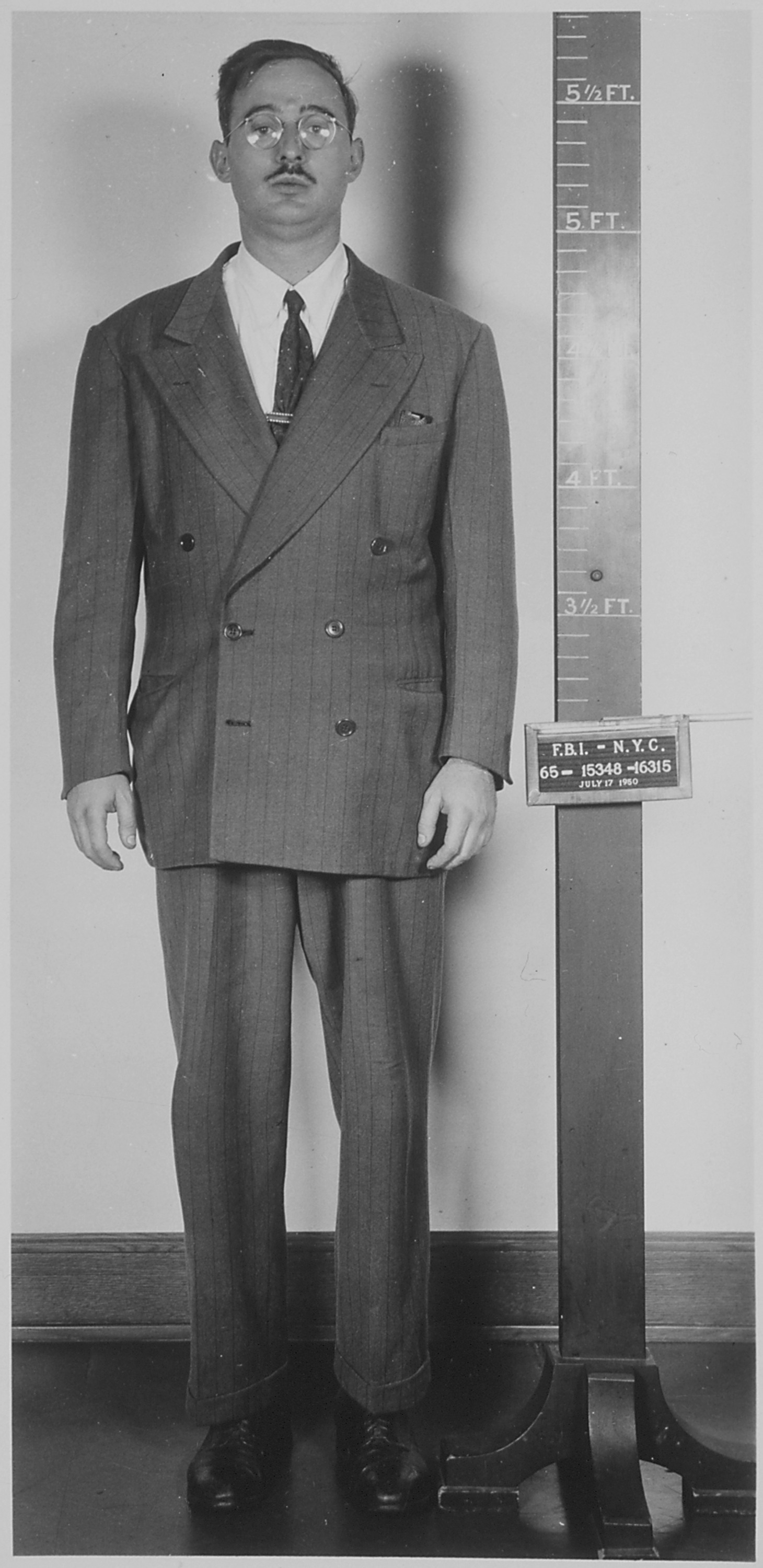
Julius Rosenberg
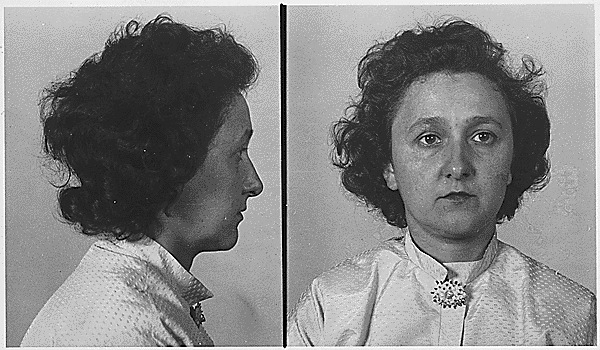
Ethel Rosenberg
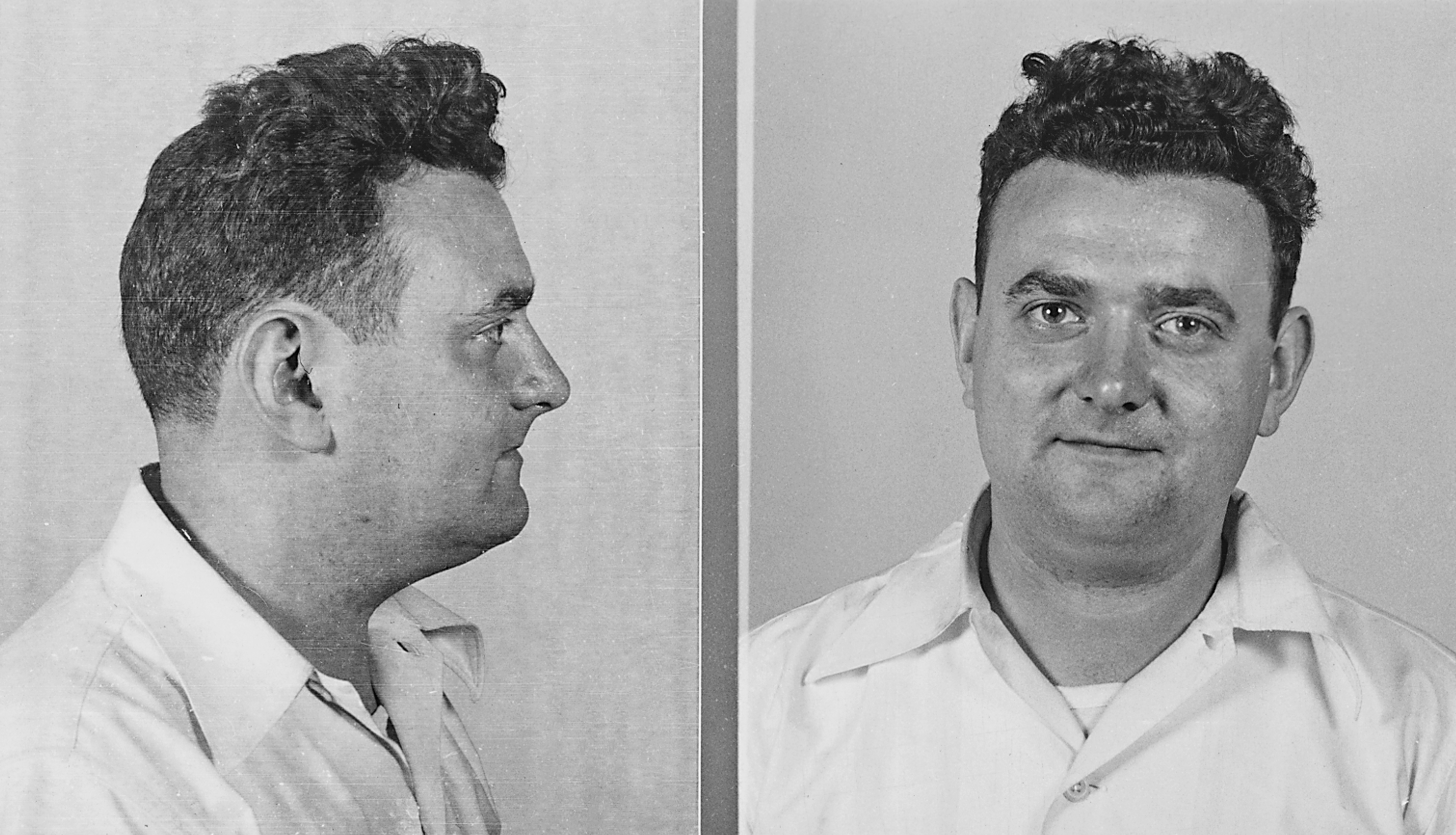
David Greenglass
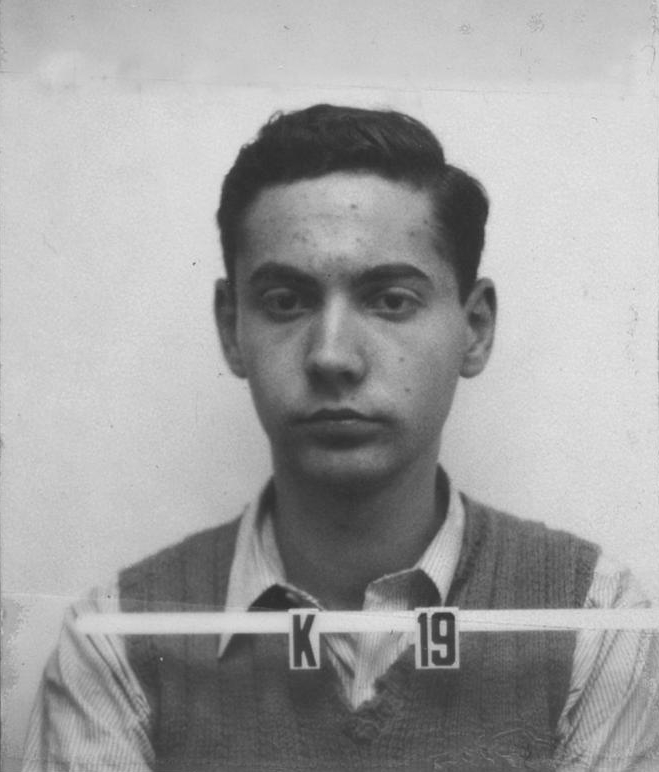
Theodore Hall, fotografie pe cartea de identitate la Laboratorul Național din Los Alamos.